# Tim Mayotte
Pour les articles homonymes, voir Mayotte (homonymie).
Tim Mayotte, né le 3 août 1960 à Springfield (Massachusetts), est un joueur de tennis professionnel américain.

## Carrière
Il a notamment atteint les demi-finales à Wimbledon en 1982, et à l'Open d'Australie en 1983, et remporté le Masters de Paris-Bercy en 1987. Il a été demi-finaliste de ce Masters en 1986 et 1988.
Aux Jeux olympiques de Séoul en 1988, il a remporté la médaille d'argent en simple (battu par Miloslav Mečíř).
En 1985, il a remporté le Tournoi de Delray Beach futur Masters de Miami qui se déroulait en 7 tours comme en Grand Chelem avec toutefois des matchs en 2 sets gagnant pour les 4 premiers tours.

## Palmarès

### Titres en simple (12)
| No | Date       | Nom et lieu du tournoi                                   | Catégorie       | Dotation  | Surface         | Finaliste        | Score                   |          |
| -- | ---------- | -------------------------------------------------------- | --------------- | --------- | --------------- | ---------------- | ----------------------- | -------- |
| 1  | 04-02-1985 | Lipton International Players Championships, Delray Beach | GP World Series | 750 000 $ | Dur (ext.)      | Scott Davis      | 4-6, 4-6, 6-3, 6-2, 6-4 | Parcours |
| 2  | 09-06-1986 | The Stella Artois Championships, Londres                 |                 | 200 000 $ | Gazon (ext.)    | Jimmy Connors    | 6-4, 2-1, ab.           |          |
| 3  | 02-02-1987 | Ebel U.S. Pro Indoor, Philadelphie                       |                 | 375 000 $ | Moquette (int.) | John McEnroe     | 3-6, 6-1, 6-3, 6-1      |          |
| 4  | 30-03-1987 | Volvo/Chicago Open, Chicago                              | Grand Prix      | 250 000 $ | Moquette (int.) | David Pate       | 6-4, 6-2                |          |
| 5  | 12-10-1987 | Grand Prix de Toulouse, Toulouse                         |                 | 175 000 $ | Dur (int.)      | Ricki Osterthun  | 6-2, 5-7, 6-4           |          |
| 6  | 02-11-1987 | Open de Paris-Bercy, Paris                               | GP World Series | 700 000 $ | Moquette (int.) | Brad Gilbert     | 2-6, 6-3, 7-5, 6-7, 6-3 |          |
| 7  | 09-11-1987 | Frankfurt Cup, Francfort                                 |                 | 150 000 $ | Moquette (int.) | Andrés Gómez     | 7-6, 6-4                |          |
| 8  | 22-02-1988 | Ebel U.S. Pro Indoor, Philadelphie                       |                 | 410 000 $ | Moquette (int.) | John Fitzgerald  | 4-6, 6-2, 6-2, 6-3      |          |
| 9  | 18-07-1988 | OTB-Nabisco-Virginia Slims International, Schenectady    |                 | 93 400 $  | Dur (ext.)      | Johan Kriek      | 5-7, 6-3, 6-2           |          |
| 10 | 04-10-1988 | Queensland Open, Brisbane                                | GP World Series | 165 000 $ | Dur (int.)      | Marty Davis      | 6-4, 6-4                |          |
| 11 | 17-10-1988 | Frankfurt Cup, Francfort                                 |                 | 140 000 $ | Moquette (int.) | Leonardo Lavalle | 4-6, 6-4, 6-3           |          |
| 12 | 24-07-1989 | Sovran Bank Classic, Washington                          |                 | 297 500 $ | Dur (ext.)      | Brad Gilbert     | 3-6, 6-4, 7-5           |          |

### Finales en simple (11)
| No | Date       | Nom et lieu du tournoi                               | Catégorie           | Dotation    | Surface         | Vainqueur        | Score              |          |
| -- | ---------- | ---------------------------------------------------- | ------------------- | ----------- | --------------- | ---------------- | ------------------ | -------- |
| 1  | 29-09-1981 | Island Holidays Pro Tennis, Maui                     | Grand Prix          | 50 000 $    | Dur (ext.)      | Hank Pfister     | 6-4, 6-4           |          |
| 2  | 15-03-1982 | Strasbourg Indoor, Strasbourg                        |                     | 300 000 $   | Moquette (int.) | Ivan Lendl       | 6-0, 7-5, 6-1      |          |
| 3  | 14-06-1982 | Tournoi de tennis de Bristol, Bristol                |                     | 100 000 $   | Gazon (ext.)    | John Alexander   | 6-3, 6-4           |          |
| 4  | 09-07-1984 | Miller Lite Hall of Fame Championships, Newport (RI) |                     | 100 000 $   | Gazon (ext.)    | Vijay Amritraj   | 3-6, 6-4, 6-4      |          |
| 5  | 08-04-1985 | WCT Finals, Dallas                                   | Grand Prix          | 500 000 $   | Moquette (int.) | Ivan Lendl       | 7-6, 6-4, 6-1      |          |
| 6  | 27-01-1986 | Ebel U.S. Pro Indoor, Philadelphie                   | Championship Series | 375 000 $   | Moquette (int.) | Ivan Lendl       | Forfait            |          |
| 7  | 20-09-1988 | Olympic Games, Séoul                                 | J. olympiques       | NC $        | Dur (ext.)      | Miloslav Mečíř   | 3-6, 6-2, 6-4, 6-2 | Parcours |
| 8  | 20-02-1989 | Ebel U.S. Pro Indoor, Philadelphie                   |                     | 410 000 $   | Moquette (int.) | Boris Becker     | 7-6, 6-1, 6-3      |          |
| 9  | 05-02-1990 | Stella Artois Italian Indoor, Milan                  | World Series        | 540 000 $   | Moquette (int.) | Ivan Lendl       | 6-3, 6-2           |          |
| 10 | 12-02-1990 | SkyDome World Tennis Tournament, Toronto             | Championship Series | 1 005 000 $ | Moquette (int.) | Ivan Lendl       | 6-3, 6-0           |          |
| 11 | 05-11-1990 | Kremlin Cup, Moscou                                  | World Series        | 297 000 $   | Moquette (int.) | Andreï Cherkasov | 6-2, 6-1           |          |

### Titre en double (1)
| No | Date       | Nom et lieu du tournoi | Catégorie | Dotation | Surface    | Partenaire    | Finalistes                    | Score    |  |
| -- | ---------- | ---------------------- | --------- | -------- | ---------- | ------------- | ----------------------------- | -------- |  |
| 1  | 19-01-1981 | San Juan Open San Juan |           | 75 000 $ | Dur (ext.) | Chris Mayotte | Tim Gullikson Eliot Teltscher | 6-4, 7-6 |  |

### Finales en double (2)
| No | Date       | Nom et lieu du tournoi                   | Catégorie       | Dotation  | Surface         | Vainqueurs                  | Partenaire     | Score         |  |
| -- | ---------- | ---------------------------------------- | --------------- | --------- | --------------- | --------------------------- | -------------- | ------------- |  |
| 1  | 10-03-1980 | Stuttgart Indoor Stuttgart               | GP World Series | 75 000 $  | Dur (int.)      | Wojtek Fibak Tomáš Šmíd     | Larry Stefanki | 6-4, 7-6      |  |
| 3  | 29-03-1982 | Tournoi de tennis de Francfort Francfort |                 | 250 000 $ | Moquette (int.) | Steve Denton Mark Edmondson | Tony Giammalva | 6-7, 6-3, 6-3 |  |

## Parcours dans les tournois duGrand Chelem

### En simple
| Année | Open d'Australie | Open d'Australie | Internationaux de France | Internationaux de France | Wimbledon       | Wimbledon   | US Open         | US Open      | Open d'Australie | Open d'Australie |
| ----- | ---------------- | ---------------- | ------------------------ | ------------------------ | --------------- | ----------- | --------------- | ------------ | ---------------- | ---------------- |
| 1979  | n.o.             | n.o.             | —                        | —                        | —               | —           | 1er tour (1/64) | J. Austin    | —                | —                |
| 1980  | n.o.             | n.o.             | —                        | —                        | —               | —           | 1er tour (1/64) | I. Lendl     | —                | —                |
| 1981  | n.o.             | n.o.             | —                        | —                        | 1/4 de finale   | R. Frawley  | 3e tour (1/16)  | B. Gottfried | 1/4 de finale    | J. Kriek         |
| 1982  | n.o.             | n.o.             | 1er tour (1/64)          | U. Pinner                | 1/2 finale      | J. McEnroe  | 2e tour (1/32)  | I. Lendl     | 3e tour (1/16)   | D. Keretić       |
| 1983  | n.o.             | n.o.             | 1er tour (1/64)          | M. Myburg                | 1/4 de finale   | K. Curren   | 1er tour (1/64) | B. Gottfried | 1/2 finale       | I. Lendl         |
| 1984  | n.o.             | n.o.             | 1er tour (1/64)          | R. Gehring               | 1/8 de finale   | J. Connors  | 1/8 de finale   | M. Wilander  | 2e tour (1/32)   | Bo. Becker       |
| 1985  | n.o.             | n.o.             | —                        | —                        | 1/8 de finale   | Bo. Becker  | 1/8 de finale   | A. Järryd    | 1/8 de finale    | S. Živojinović   |
| 1986  | n.o.             | n.o.             | —                        | —                        | 1/4 de finale   | I. Lendl    | 1er tour (1/64) | J. Canter    | n.o.             | n.o.             |
| 1987  | —                | —                | —                        | —                        | 3e tour (1/16)  | M. Pernfors | 2e tour (1/32)  | M. Woodforde | n.o.             | n.o.             |
| 1988  | —                | —                | 2e tour (1/32)           | M. Gustafsson            | 1/4 de finale   | I. Lendl    | 3e tour (1/16)  | D. Rostagno  | n.o.             | n.o.             |
| 1989  | —                | —                | 2e tour (1/32)           | R. Agenor                | 1/4 de finale   | S. Edberg   | 1/4 de finale   | I. Lendl     | n.o.             | n.o.             |
| 1990  | 1er tour (1/64)  | P. Sampras       | —                        | —                        | 1er tour (1/64) | G. Muller   | 1er tour (1/64) | T. Champion  | n.o.             | n.o.             |
| 1991  | —                | —                | —                        | —                        | 1/8 de finale   | G. Forget   | 1er tour (1/64) | J. Yzaga     | n.o.             | n.o.             |

N.B. : à droite du résultat se trouve le nom de l'ultime adversaire.

### En double
| Année | Open d'Australie | Open d'Australie | Internationaux de France | Internationaux de France | Wimbledon                 | Wimbledon            | US Open                     | US Open                    | Open d'Australie           | Open d'Australie       |
| ----- | ---------------- | ---------------- | ------------------------ | ------------------------ | ------------------------- | -------------------- | --------------------------- | -------------------------- | -------------------------- | ---------------------- |
| 1980  | n.o.             | n.o.             | —                        | —                        | —                         | —                    | —                           | —                          | 1/8 de finale U. Marten    | P. McNamara P. McNamee |
| 1981  | n.o.             | n.o.             | —                        | —                        | —                         | —                    | 1/8 de finale C. Mayotte    | H. Günthardt P. McNamara   | 1er tour (1/16) C. Mayotte | C. Edwards E. Edwards  |
| 1982  | n.o.             | n.o.             | 1/8 de finale M. Davis   | H. Günthardt B. Taróczy  | 1er tour (1/32) C. Hooper | S. Mayer F. McMillan | 1er tour (1/32) T. Wilkison | S. Glickstein S. Krulevitz | 2e tour (1/16) T. Wilkison | B. Dyke W. Hampson     |

N.B. : le nom du ou de la partenaire se trouve sous le résultat ; le nom des ultimes adversaires se trouve à droite.